# Église Saint-Hilaire de Coudun
L'église Saint-Hilaire est située à Coudun, dans l'Oise. Elle est affiliée à la paroisse Sainte-Julie-Billiart du Ressontois.

## Description
L'édifice est classé aux monuments historiques depuis 1924.

## Galerie d'images

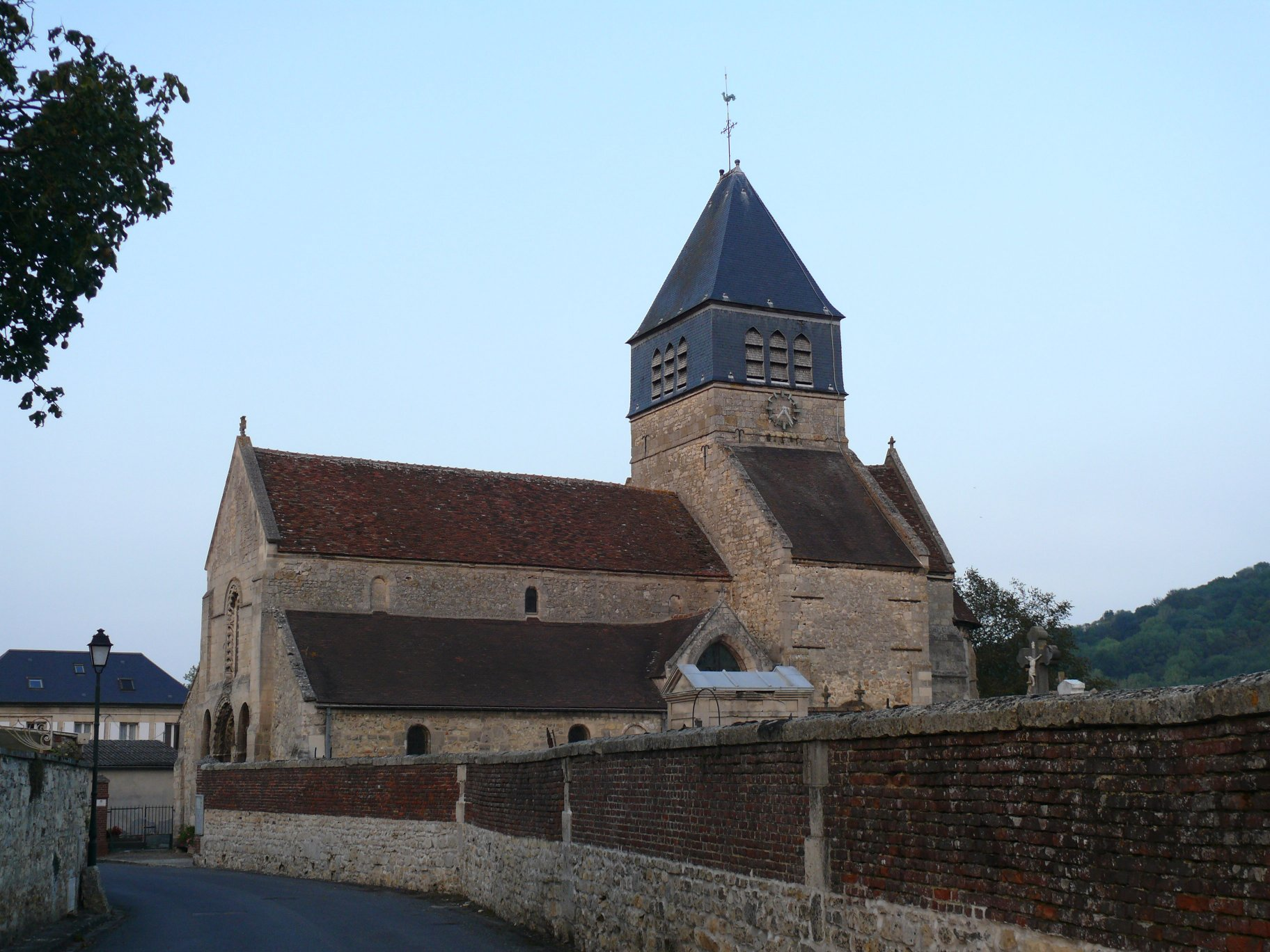
Autre vue.
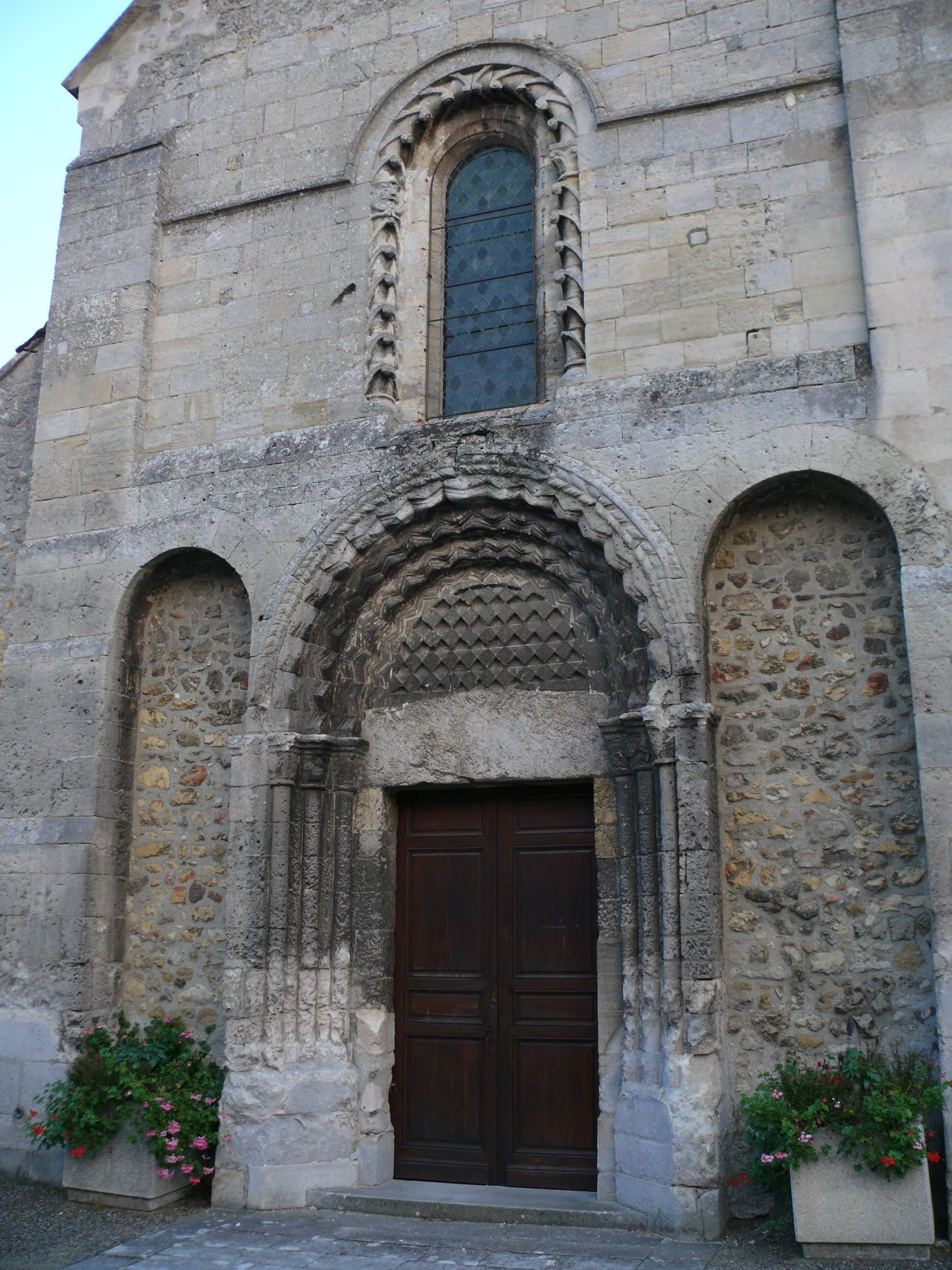
La porte.
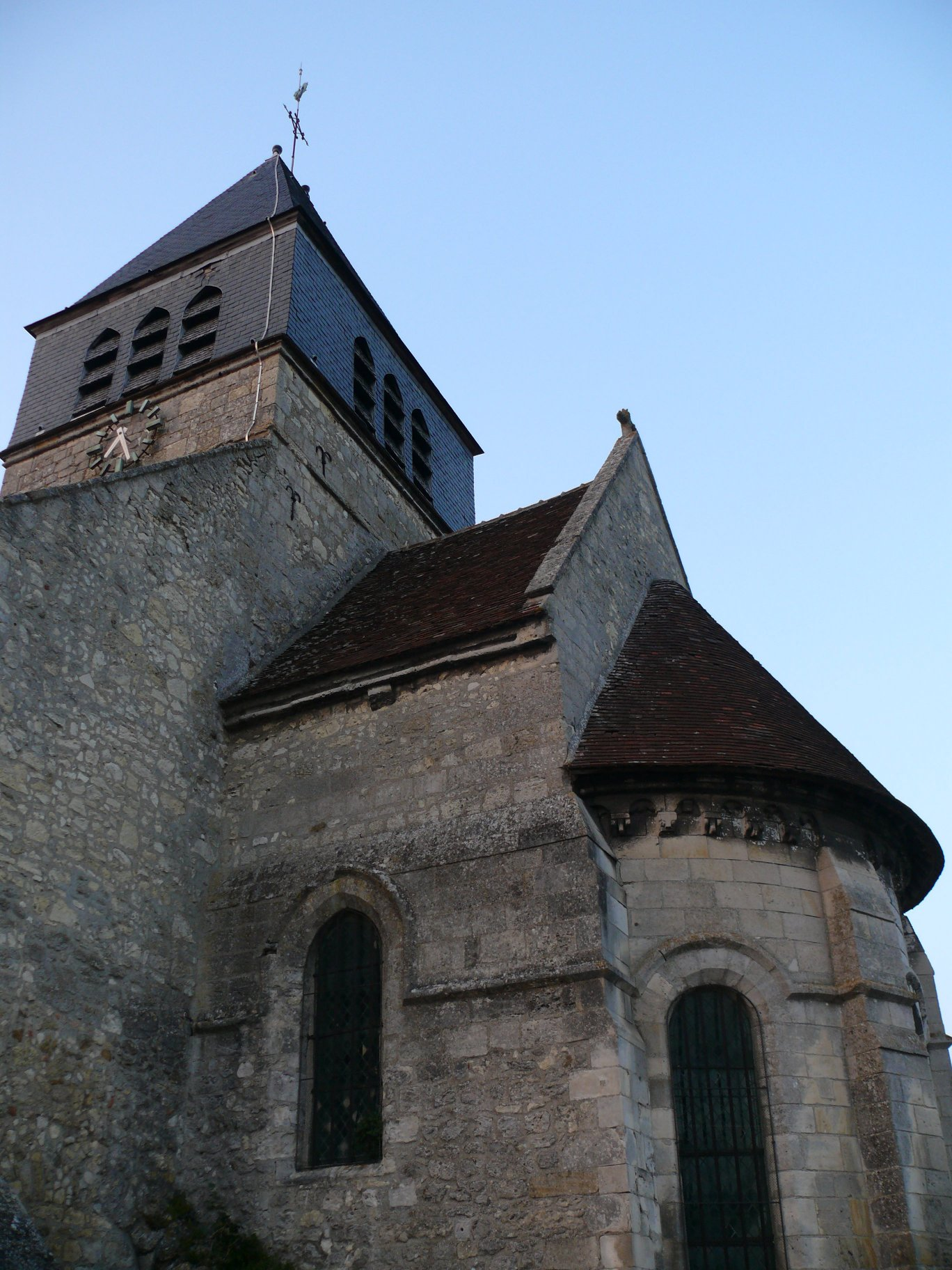
Le flanc.
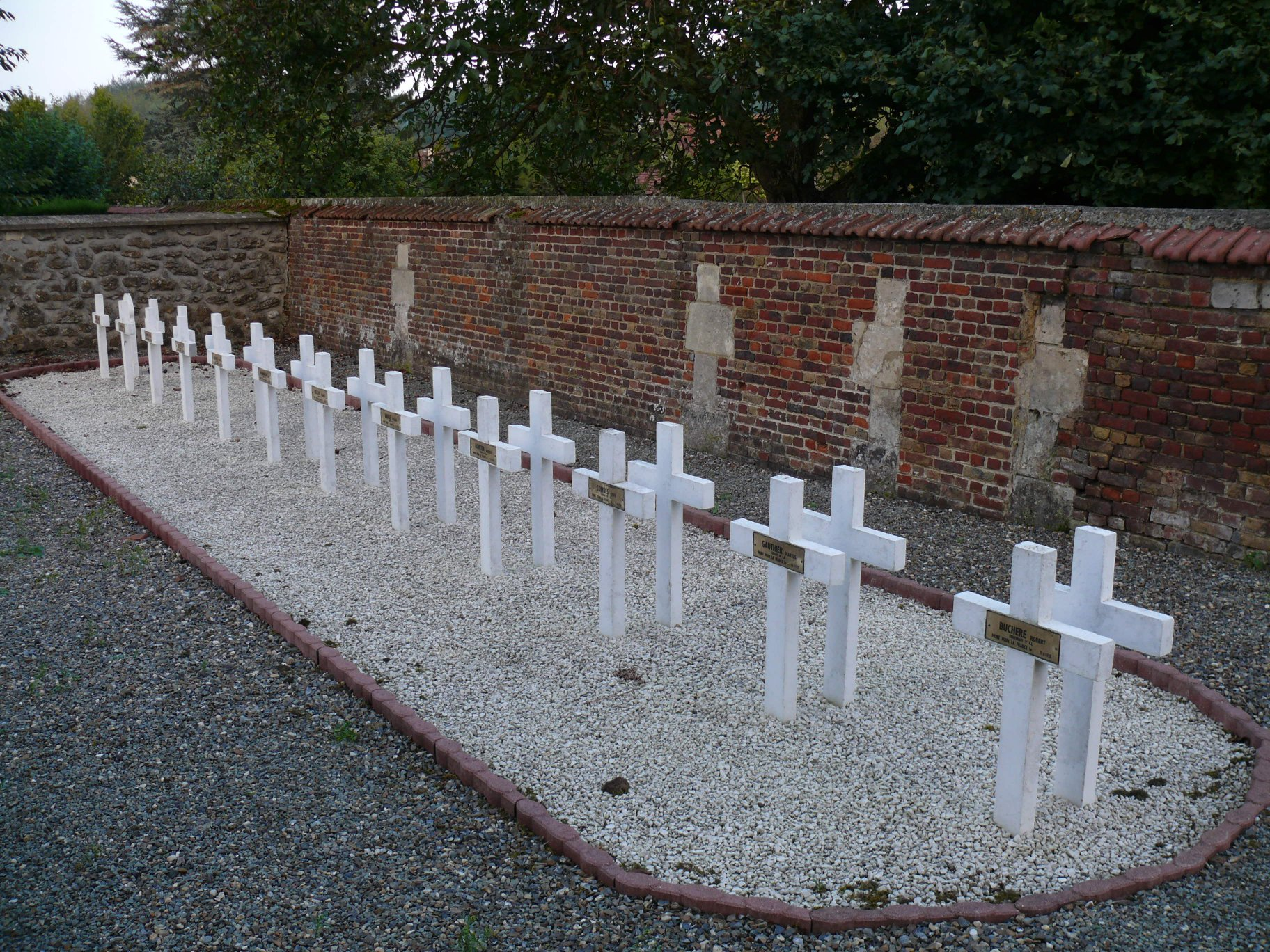
Tombes de la Première Guerre mondiale.